# Settimana santa di Francavilla Fontana
I riti della settimana santa di Francavilla Fontana rappresentano uno degli eventi più importanti e rinomati che si svolgono nell'intera area jonico-salentina durante il periodo pasquale. Hanno inizio il venerdì di Passione, antecedente alla domenica delle palme.

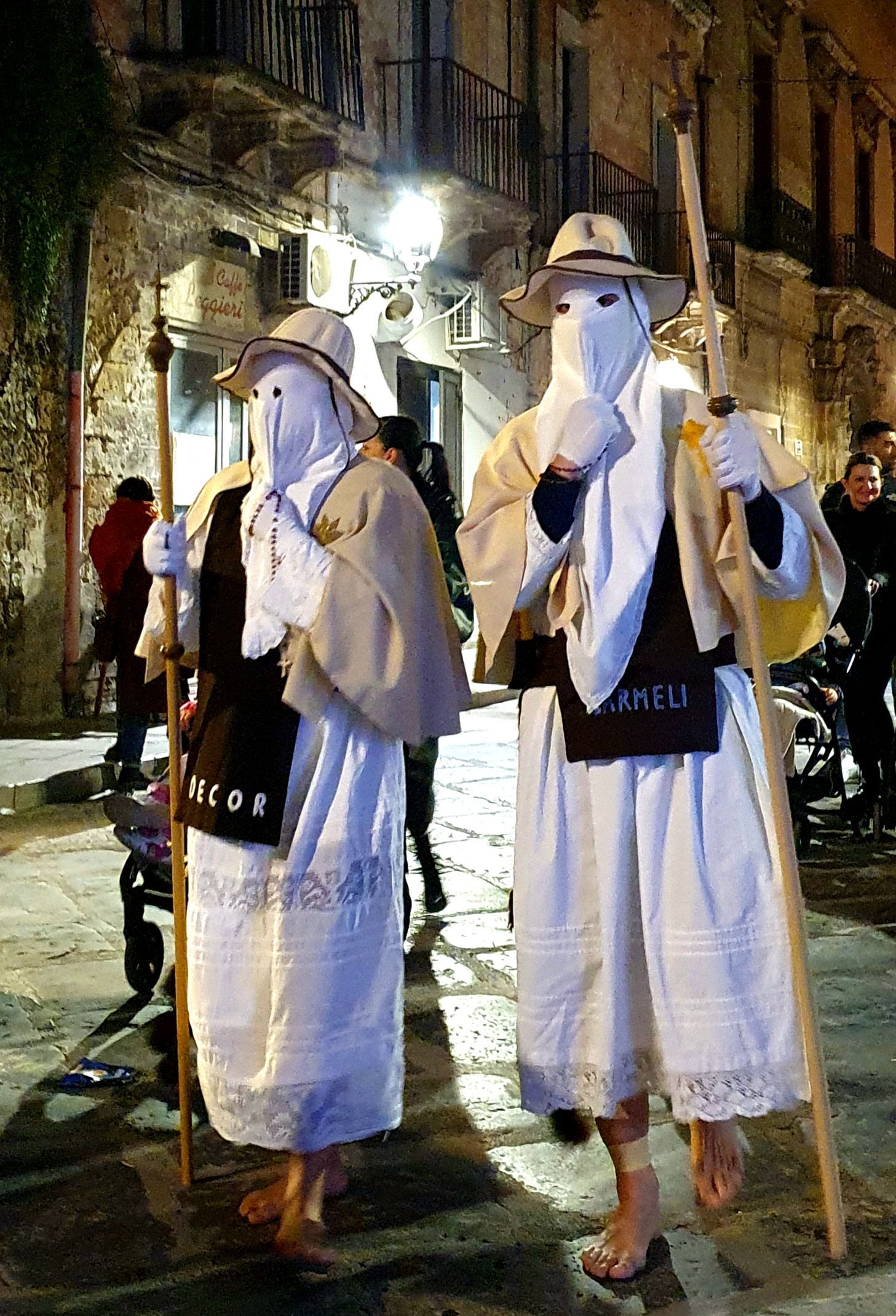
Pappamusci

La loro origine, sebbene incerta, si può datare intorno al XV e XVI secolo, epoca in cui si costituirono le prime confraternite.

## L'inizio delle celebrazioni

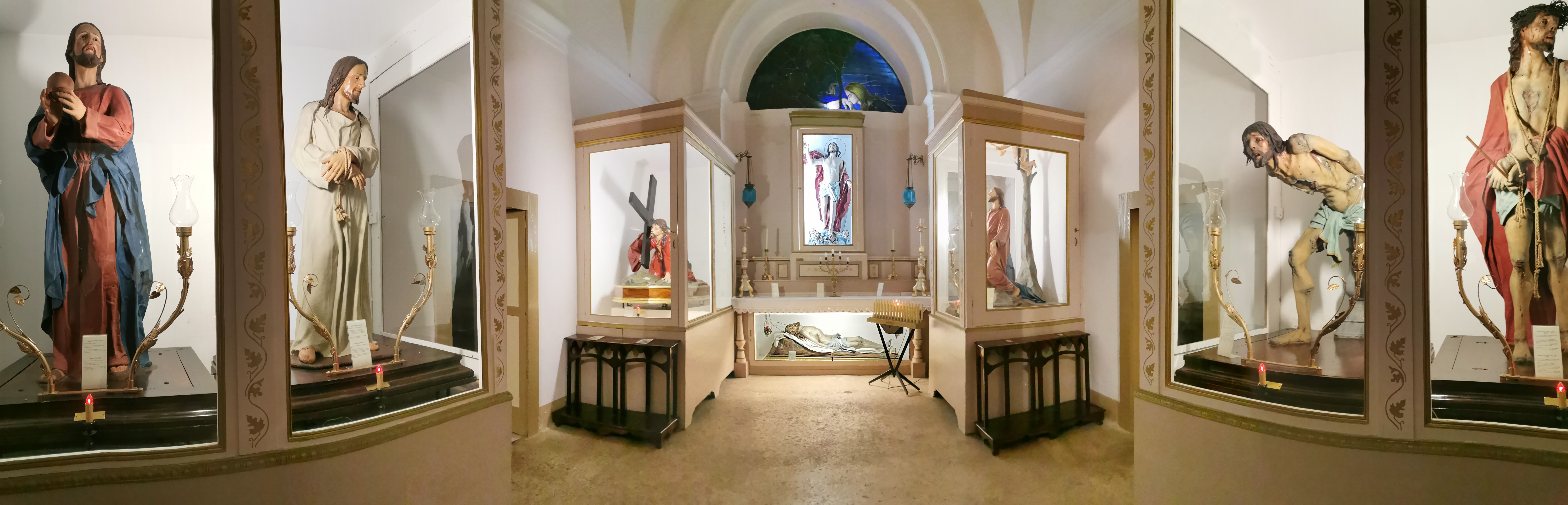
Statue della Passione. Da sinistra a destra rispettivamente: il Cristo col pane, il Cristo vestito da pazzo, il Cristo sotto la Croce, il Cristo morto e il Cristo risorto (sovrapposti), il Cristo nell'orto, il Cristo alla colonna e lEcce homo.

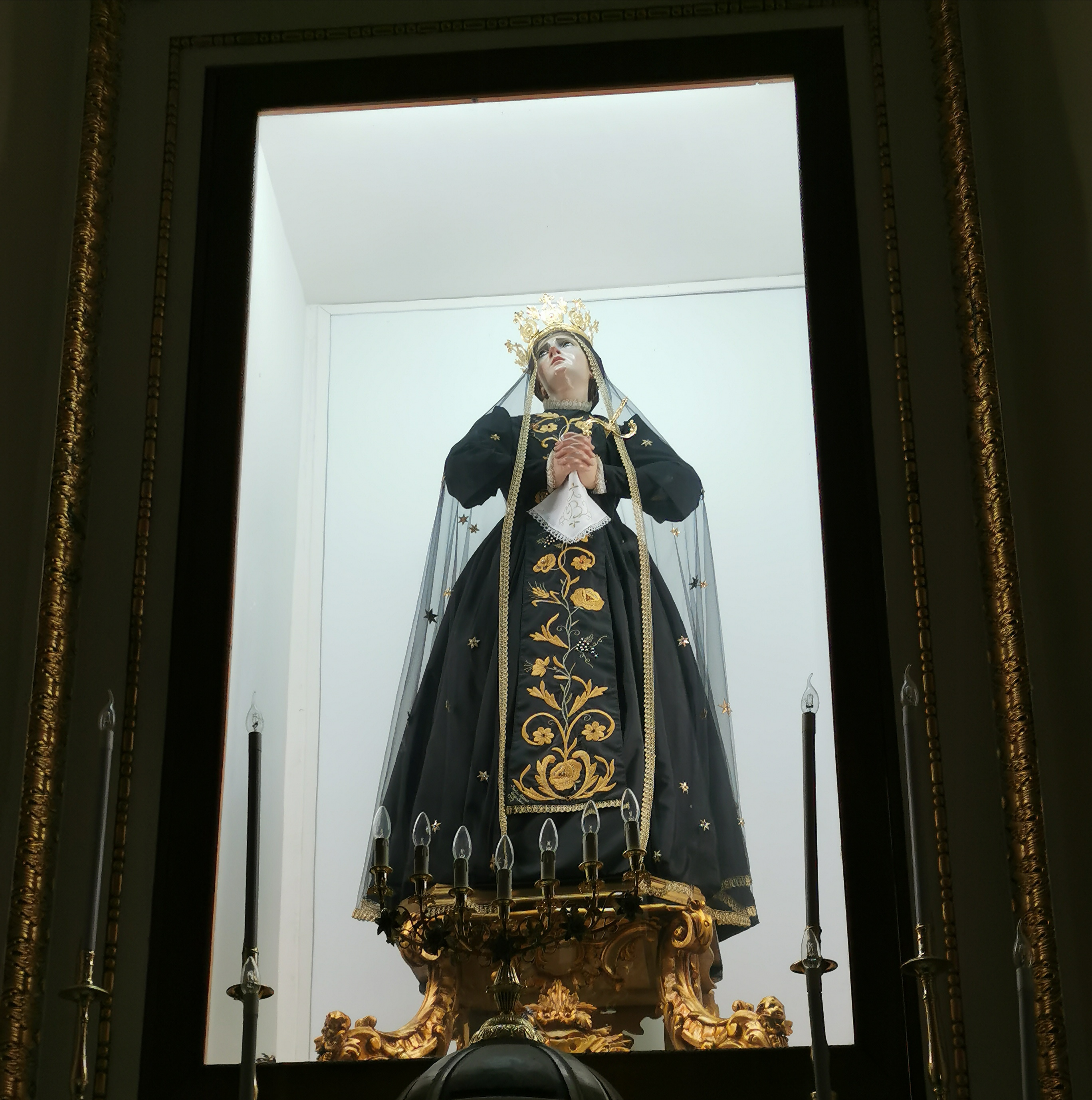
Statua dell'Addolorata, nella Chiesa di Santa Chiara

Il venerdì che precede la domenica delle palme, definito venerdì dei dolori di Maria esce la statua della Madonna Addolorata vestita con un abito nero ricamato in fili d'oro. La processione percorre lentamente la vie cittadine ed è accompagnata dai confratelli, vestiti di nero, della Reale arciconfraternita dell'orazione e morte. Marce funebri accompagnano la processione dall'inizio alla fine.
La vestizione della statua della Vergine Addolorata è privilegio delle eredi della viscontessa spagnola donna Carmela Brost in Forleo, la quale donò la statua di scuola veneziana all'Arciconfraternita. Il privilegio della vestizione divenne diritto nel 1879.
La domenica delle palme, prima della messa, vi è la benedizione dei rami d'ulivo. Subito dopo, un corteo di confratelli del Carmine incappucciati, salmodiando un'antica nenia di perdono, si recano presso la collegiata del SS. Rosario (chiesa matrice), per ricevere il precetto pasquale. Al termine di questa celebrazione, i confratelli ritornano nella loro chiesa di appartenenza, questa volta però salmodiano una nenia, nella quale evidenziano la loro gioia per aver ricevuto il perdono. Intanto i bambini di ogni parrocchia, girano per le case dei fedeli per offrire i ramoscelli di ulivo benedetti. La sera, presso la chiesa di Santa Chiara (della Morte), vi è un concerto musicale, dove si rappresentano le 14 stazioni della Via Crucis, musicate dal francavillese padre Serafino Marinosci e cantate dalla corale di Francavilla Fontana.

## Mercoledì santo
Il mercoledì Santo, come da tradizione, i bambini portano in giro per la città i "piatti", ossia dei baldacchini fioriti e grano verde appena spuntato, in segno di pace. Al termine della giornata i "piatti" vengono portati nelle varie chiese dove resteranno per i giorni del Triduo Pasquale. Intanto nelle case si iniziano a preparare i dolci tipici di questo periodo, come ciambelle, dolci o anche salate (la tipica "palomma"), ciambella con uovo sodo al centro.
Nella sera, presso la chiesa di Santa Chiara (della Morte), sede della Reale arciconfraternita dell'orazione e morte, vi è l'aggiudicamento tramite un'offerta a concorso (fino a qualche anno fa tramite un'asta), delle statue da portare in processione il Venerdì Santo da parte dei confratelli della Morte.
Ad Oria, intanto, sede vescovile, vi è la consacrazione degli olii da parte del Vescovo.

## Giovedì santo
Il giovedì santo inizia il pellegrinaggio ai sepolcri; durante la messa in Coena Domini (l'ultima cena) vengono distribuiti pani anemici ai fedeli, nel momento in cui i canonici e i confratelli di ogni congrega della città siedono in fila e, tolti i piedi dalle scarpe, porgono al proprio parroco il destro che lo bagna.

## I pappamusci

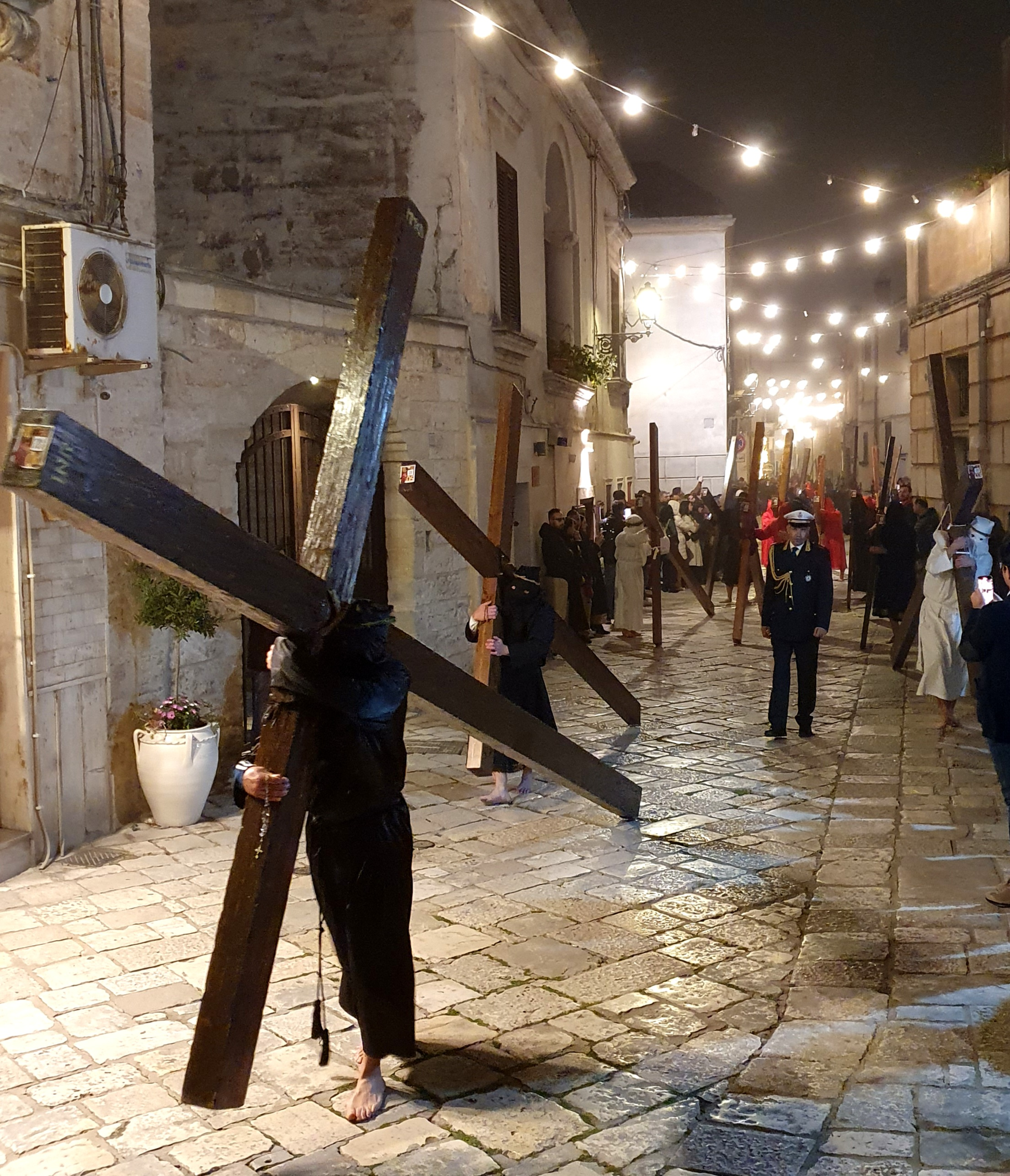
Pappamusci cu lli trai

I "pappamusci" sono coppie di confratelli della Congregazione del Carmine, che, dalle prime ore pomeridiane del giovedì santo, per tutta la notte, fino al tramonto del venerdì santo, attraversano il paese scalzi, in gesto di penitenza, visitando tutte le chiese cittadine e pregando davanti ai sepolcri.
Sono vestiti con una veste bianca semplice o ricamata. Alla cintura hanno il cingolo, simbolo del sacrificio; sul petto lo scapolare, l'abitino color marrone, segno dell'appartenenza alla Confraternita e privilegio, anzi "Decor Carmeli", proprio del Carmine. C'è anche il cappello, ad indicare il rispetto e l'ossequio del pellegrino. Infine si caratterizzano per la presenza del cappuccio, che nasconde il volto, e per il bordone, il bastone dei pellegrini.

## Venerdì santo
Il venerdì Santo i pappamusci continuano il loro pellegrinaggio durante la mattina, che è accompagnata dalle processioni di tre statue raffiguranti la Vergine Desolata, che ogni anno (essendo sei le confraternite) cambiano. Particolare è l'anno che tocca alla Venerabile Confraternita di Maria SS. del Carmine, che porta due statue unite, raffiguranti la Vergine e San Giovanni. Anticamente questa serie di processioni avvenivano la mattina del sabato Santo.
Nel primo pomeriggio, in ogni parrocchia, vi è l'Adorazione della Croce, che annuncia la morte di Gesù.
La sera è, invece, dedicata alla processione dei Misteri, simbolo della morte di Cristo.
Durante la processione, aperta dalla Croce dei Misteri, sfilano i confratelli delle varie congreghe trasportando le statue rappresentanti i vari momenti della Passione, realizzate in cartapesta policroma dell'Ottocento.
Un passo lento conduce l'intera processione per le vie principali di Francavilla, guidato dal suono della "trenula".
Un momento particolare è costituito dai "Crociferi", detti anche Pappamusci cu lli trai: penitenti o semplicemente devoti, anch'essi scalzi ed incappucciati (per rimanere anonimi), che trasportano pesanti travi di legno sulle spalle, seguendo la statua detta "della Cascata", raffigurante una delle cadute di Cristo per recarsi sul Golgota.
La processione è conclusa dal clero cittadino, che precede la statua di Cristo morto, portata in spalla dai confratelli della Morte (anticamente dai prelati del Capitolo cittadino) ed accompagnata dal Sindaco, dal Capitano dei carabinieri, dal priore della Reale arciconfraternita dell'orazione e morte e dal primo magistrato cittadino. La statua è seguita dai priori delle altre confraternite e da alcuni cavalieri del Santo Sepolcro di Gerusalemme, provenienti dai vari luoghi della diocesi di Oria.

## Pasqua
La domenica di Pasqua incomincia con la veglia iniziata la sera del sabato santo, quando il sacerdote, insieme ai fedeli, accende sul sagrato della propria chiesa il fuoco benedicendolo. Successivamente, dopo l'entrata in chiesa del corteo e l'accensione del cero pasquale, vi è l'annuncio della Pasqua. 
La sera, partendo dalla parrocchia dell'Immacolata, esce la statua di Cristo risorto: la statua seminuda, con la bandiera crociata di rosso in mano, sale per le vie cittadine dalla Confraternita di Maria SS. Immacolata fino a porsi tra le nuvole di carta attaccate all'addobbo.